# 小田井宿

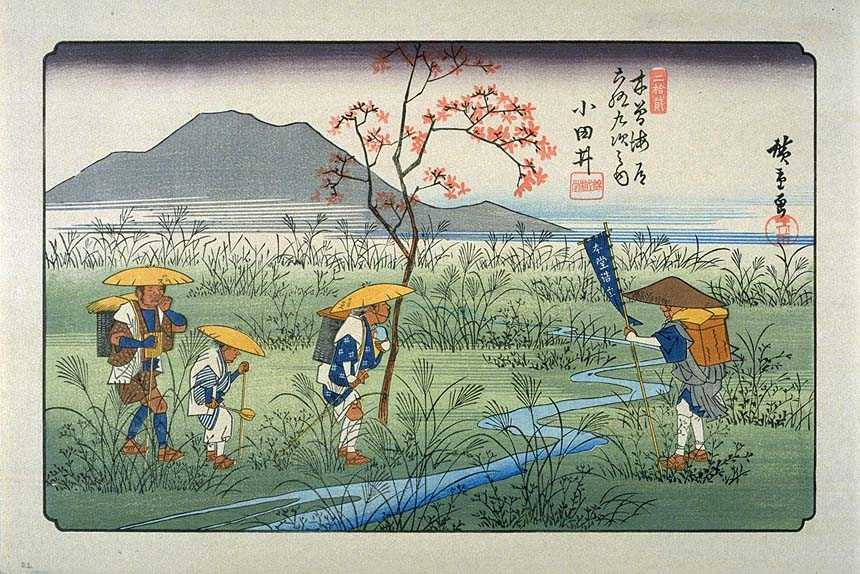
木曽海道六十九次 小田井（歌川広重画）

小田井宿（おたいしゅく）は、中山道六十九次のうち江戸から数えて二十一番目の宿場。
現在の長野県北佐久郡御代田町南西部にあたる。参勤交代などで大名が北国街道との分岐点でもあった追分宿で宿をとる際、小田井宿は姫君や側女たちの宿にあてられることが多く「姫の宿」とも呼ばれた。

## 特徴
天保14年（1843年）の『中山道宿村大概帳』によれば、小田井宿の宿内家数は107軒、うち本陣1軒、脇本陣1軒、旅籠5軒で宿内人口は319人であった。

## 最寄り駅
- しなの鉄道しなの鉄道線御代田駅

## 史跡・みどころ
- 小田井宿本陣跡

## 隣の宿
中山道
追分宿 - 小田井宿 - 岩村田宿